# Georgiana Houghton
Georgiana Houghton (Las Palmas de Gran Canaria, 20 aprile 1814 – Londra, 1884) è stata un'artista e medium britannica.

## Biografia
Houghton nacque nel 1814 in Spagna, a Las Palmas de Gran Canaria, ma in seguito si trasferì a Londra. Visse nel contesto di un'età vittoriana in cui lo spiritualismo era molto popolare. Realizzò le sue prime opere astratte, poi indicate come "disegni di spiriti", nel 1859 nel corso di sedute private. Espose al pubblico una collezione di disegni ad acquerello astratti in una mostra alla New British Gallery in Bond Street, a Londra, nel 1871.
Houghton si associò al fraudolento fotografo spiritico Frederick Hudson per vendere riproduzioni delle sue fotografie.
Nel 1882, Houghton pubblicò Chronicles of the Photographs of Spiritual Beings and Phenomena Invisible to the Material Eye. Il libro comprendeva presunte fotografie di spiriti di Hudson e altri fotografi con medium quali Agnes Guppy-Volckman, Stainton Moses e gli spiritualisti Alfred Russel Wallace e William Howitt. Le fotografie nel libro sono state criticate dallo storico della magia Albert A. Hopkins, il quale ha evidenziato come le fotografie sembrassero dubbie e che tali immagini potessero essere state prodotte con metodi fraudolenti.
Houghton morì nel 1884 e fu sepolta sul lato occidentale del cimitero di Highgate.

## Opere

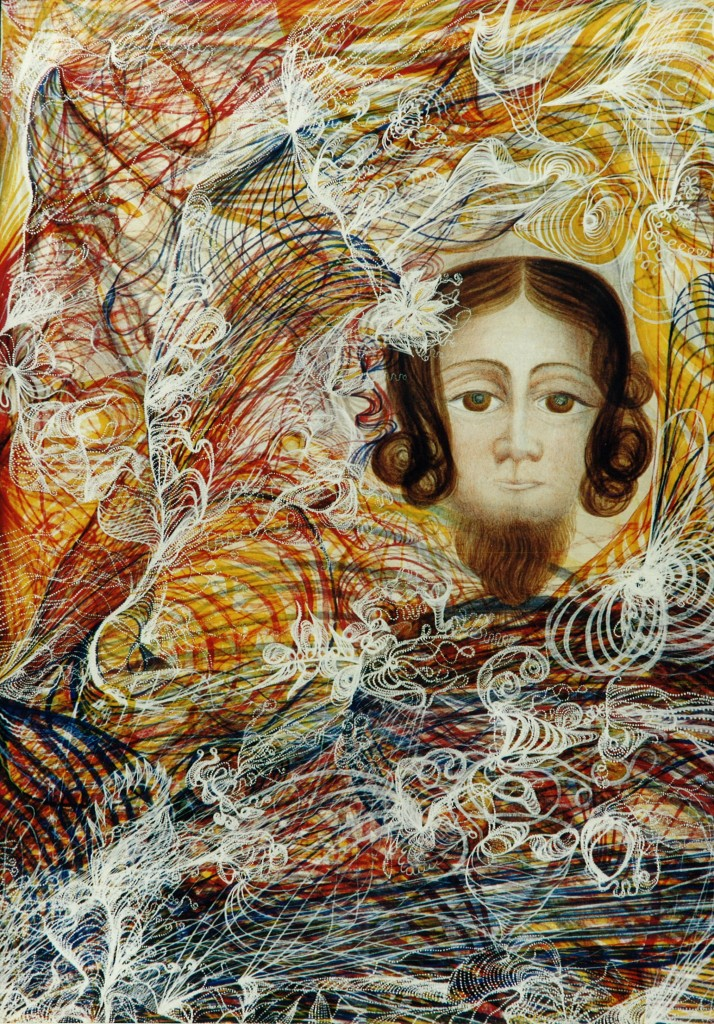
Il ritratto del Signore Gesù Cristo

Georgiana Houghton iniziò a creare le sue immagini spirituali prima con semplici disegni a matita e in seguito iniziò a sperimentare con gli acquerelli. I suoi dipinti sono stati prodotti da un processo automatico, che lei stessa ha descritto come avvenuto sotto la guida degli spiriti. Questa tecnica sarebbe stata rivisitata da Austin Osman Spare nel 1913, dall'artista svedese Hilma af Klint e, dal 1919 circa, dai surrealisti. Le sue prime opere conosciute raffiguravano fiori e frutti estremamente stilizzati. Dopo un periodo di sperimentazione formale, Houghton sviluppò uno stile completamente astratto o non oggettivo, almeno quarant'anni prima di Kandinsky, Malevich, František Kupka e Piet Mondrian, tutti in qualche modo ispirati da temi spirituali. (L'attuale dibattito sulla questione del pregiudizio di genere nella storia tradizionale dell'astrazione moderna è sempre più incentrato sul persistente ignoramento dei risultati di Houghton, in particolare a causa del legame con lo spiritualismo che la sua arte condivide con quella di questi e altri successivi pionieri maschi dell'astrazione.) Verso la fine degli anni '60 dell'Ottocento, le astrazioni della Houghton erano correlate alla natura soprannaturale dei suoi soggetti. Non ha rappresentato oggetti del mondo naturale, ma ciò che ha descritto come un'esperienza spirituale. Man mano che la sua produzione continuava, le immagini di Houghton acquisivano complessità, esibendo un numero crescente di livelli, colori e piccoli dettagli. Nell'Ottocento l'“astrazione” non era ancora un concetto, da qui i toni perplessi dell'accoglienza critica dei suoi dipinti. Houghton ha descritto le forme e i colori apparentemente non referenziali nei suoi dipinti come un sistema di "simbolismo sacro" in cui ogni elemento formale portava un significato unico. Per l'artista lo spiritualismo permetteva di mantenere un contatto con Dio, pur lontano dalle convenzioni religiose.

## Mostre
Nel 1871, Houghton organizzò e finanziò privatamente una mostra pubblica "Spirit Drawings in Water Colours" di 155 dei suoi acquerelli alla New British Library di Londra.
Nell'aprile 2015, la Monash University ha organizzato la mostra "Believe not every spirit, but try the spirits" in cui sono stati esposti 25 acquerelli di Houghton. Nel giugno 2016, il Courtauld Institute of Art ha creato una mostra più completa dedicata all'artista: "Georgiana Hougton: Spirit Drawings". Nel 2022, sue opere sono state inserite nella mostra tematica Corpo Orbita della 59ª Biennale di Venezia.

## Pubblicazioni
- Chronicles of the Photographs of Spiritual Beings and Phenomena Invisible to the Material Eye (1882)
- Evenings at Home in Spiritual Séance (1882)